# Clan Shiba
El clan Shiba (斯波氏 Shiba-shi) va ser un clan de l'antic Japó.

## Història
El clan afirmava descendir de Minamoto Yasuuji i del Seiwa-Genji.
Shiba Ieuji va ser el fill de Shiba Yasuuji, que establí el nom del clan a finals del segle xiii.
El clan Shiba era originari de la província de Mutsu, que es trobava al nord de Honshū. El clan heretà, per tant, el govern de la província d'Owari, actualment a la Prefectura d'Aichi.
Shiba Takatsune (1305–1367) expandí el rol del clan quan coincidí amb Ashikaga Takauji (1305–1358) en els combats contra l'emperador Go-Daigo l'any 1335. Amb l'establiment del shogunat Ashikaga, Takauji recompensà a Takatsune amb el lloc de governador shugo (governador militar que assignava el shogun per supervisar una o més províncies) de les províncies d'Echizen i de Wakasa.
Shiba Yoshimasa (1350–1410), fill de Takatsune, ostentà el càrrec de kanrei (alt càrrec polític d'ajudant del shogun o «vice shogun») de 1379 a 1397, durant el shogunat Ashikaga.[3] Va ser substituït en el càrrec de kanrei pel seu fill Shiba Yoshishige (1371 – 1418) i pel seu net Shiba Yoshiatsu (1397 – 1434).
El clan guanyà influència i territori a les províncies d'Echizen i la d'Owari, de les quals foren governadors durant el període Sengoku.
Els Shiba s'anaren sumint en disputes internes a mitjans del segle xv i no foren capaços de dur a terme la transició a la figura del daimyō pròpia del període Sengoku, perdent Echizen en mans dels Asakura en els anys 1470. Les disputes entre el clan Shiba i altres clans foren la causa de la Guerra Ōnin (1467–1477). El procés de successió fou promulgat per Asakura Toshikage, que adquirí el seu poder a través de la usurpació. Sobre l'any 1550 els Shiba es trobaven representants per Shiba Yoshimune, de la província d'Owari, un titella a través del qual governava la branca Iwakura del clan Oda. El seu domini es trobava al castell Kiyosu.
Shiba Yoshikane (d. 1572) fou el fill de Shiba Yoshimune. Quan Yoshimune fou assassinat l'any 1554 per Oda Nobutomo, el clan arribà oficialment a la seva fi.